# Бланжервал Бланжермон
Бланжервал Бланжермон (фр. Blangerval-Blangermont) насеље је и општина у североисточној Француској у региону Север-Па д Кале, у департману Па де Кале која припада префектури Арас.
По подацима из 2011. године у општини је живело 99 становника, а густина насељености је износила 21,48 становника/km². Општина се простире на површини од 4,61 km². Налази се на средњој надморској висини од 95 метара (максималној 132 m, а минималној 72 m).

## Демографија
| 1962. | 1968. | 1975. | 1982. | 1990. | 1999. | 2011. |
| ----- | ----- | ----- | ----- | ----- | ----- | ----- |
| 154   | 154   | 109   | 107   | 102   | 85    | 99    |

График промене броја становника у току последњих година